# Саградо
Саградо (итал. Sagrado) — коммуна в Италии, располагается в регионе Фриули-Венеция-Джулия, в провинции Гориция.
Население составляет 2236 человек (2008 г.), плотность населения составляет 158 чел./км². Занимает площадь 14 км². Почтовый индекс — 34078. Телефонный код — 0481.
Покровителем коммуны почитается святитель Николай Мирликийский, чудотворец, празднование 6 декабря.

## Демография
Динамика населения:

## Администрация коммуны
- Официальный сайт: http://www.comune.sagrado.go.it/